# San Pietro in Selve
San Pietro in Selve (in croato Sveti Petar u Šumi; in veneto San Piero in Selve) è un comune croato di 1 067 abitanti dell'Istria.

## Località
Il comune di San Pietro in Selve ha un solo insediamento (naselja),  San Pietro in Selve (Sveti Petar u Šumi).

## Storia

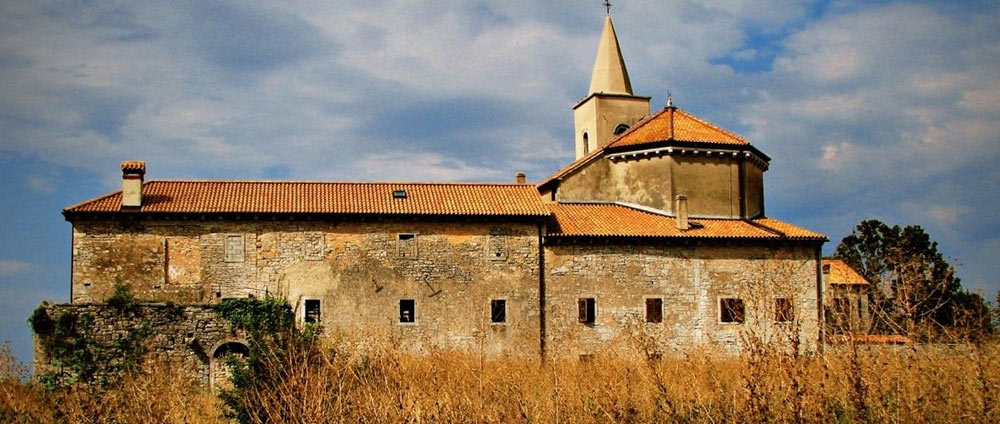
L'abbazia di San Pietro e Paolo

L'insediamento posto nella Marca d'Istria sorse intorno all'abbazia benedettina dei Santi Pietro e Paolo, fondata nel 1134 da Enghelberto II, conte di Gorizia e dell'Istria, e menzionata per la prima volta in una sentenza del vescovo di Pedena del 1174. L'abbazia è dotata di numerose proprietà territoriali e feudali fra cui Rovarolo di Montona, metà del territorio di San Michele di Leme di Orsera e delle decime di Corridico di Antignana.
Nel 1459 il monastero, abbandonato dai benedettini, passò all'Ordine dei Paolini con il consenso di papa Pio II e dell'imperatore Federico III, venne costruito un noviziato e una scuola elementare per i bambini istriani e vennero unite al priorato paolino la chiesa dell'antica abbazia di Sant'Elisabetta di Novacco di Montona e le chiese di San Salvatore di Caldier e San Dionisio nei pressi di Caroiba. L'attuale complesso monastico barocco fu terminato nel 1731 e ospita dipinti di Leopold Keckheisen. L'abbazia venne soppressa dall'imperatore Giuseppe II nel 1783, ma fu ristabilita nel 1993.

## Società

### Lingue e dialetti
Il censimento 2011 riporta 1.057 croati, 3 bosniaci, 2 italiani.
| %      | Ripartizione linguistica (gruppi principali) |
| ------ | -------------------------------------------- |
| 0,28%  | madrelingua bosniaca                         |
| 99,25% | madrelingua croata                           |
| 0,19%  | madrelingua italiana                         |

### La presenza autoctona di italiani
È presente una piccola comunità di italiani autoctoni che rappresentano una minoranza residuale di quelle popolazioni italofone che abitarono per secoli la penisola dell'Istria e le coste e le isole del Quarnaro e della Dalmazia, territori che appartennero alla Repubblica di Venezia e all'Impero Austro-Ungarico. La presenza storica degli italiani a San Pietro in Selve rispecchia quella dell'intero territorio dell'Istria centrale, ossia di minoranza rispetto alla componente croata. La maggior parte degli italiani dei centri della regione pisinota, si stanziò in queste zone
(facenti parte dell’Impero asburgico), tra il 1550 e il 1700, proveniente soprattutto dalla Carnia.